# Вперёд и вверх (песня)
«Вперёд и вверх» — второй сингл российской рок-группы «Северный Флот», вошедший в альбом «Всё внутри». Выпущен 22 апреля 2014 года, предшествуя выходу альбома «Всё внутри». Видео на песню «Вперёд и вверх» является первым клипом в истории коллектива. Песня была впервые исполнена на концерте на первом же выступлении группы «Северный Флот», состоявшемся 24 мая 2014 года в рамках фестиваля Next Generation в Нижнем Новгороде.

## Смысл текста
По словам Александра Леонтьева в песне «Вперёд и вверх», а затем и в клипе на неё, он хотел раскрыть тему эскапизма — бегства человека от действительности. Он хотел описать, что движет человеком, когда тот замыкается в себе, «улетает» от реальности.

## История создания
10 марта 2014 года появилась информация о том, что музыканты «Северного Флота» начнут запись трёх песен для дебютного альбома 25 марта. Тогда же было объявлено, что все три композиции будут выложены для свободного прослушивания ближе к середине апреля. Однако в дальнейшем сроки немного сместились и сначала была выложена только композиция «Вперёд и вверх». Запись песен проходила с 25 по 30 марта на студии звукозаписи Андрея Самсонова в Санкт-Петербурге. После этого Самсонов проводил сведение и мастеринг композиций. 11 апреля стало известно, что группа готовит клип на одну из новых песен. 12 апреля в официальном сообществе «Северного Флота» Вконтакте был выложен трейлер клипа и стало известно название песни, для которой готовится видео — «Вперёд и вверх», а также примерный срок выпуска клипа — конец апреля.     18 апреля в официальной группе «Северного Флота» Вконтакте появилась новость о том, что в начале следующей недели будет выложена только одна песня «Вперёд и вверх» и клип на неё. Так и произошло 22 апреля. С 25 апреля композиция доступна для легального скачивания на сервисах iTunes и Google Play. Песня была впервые исполнена на концерте на первом же выступлении группы «Северный Флот», состоявшемся 24 мая 2014 года в рамках фестиваля Next Generation в Нижнем Новгороде.

## Видеоклип
Видеоклип на песню «Вперёд и вверх» был снят в Москве в середине апреля. Сцены с музыкантами «Северного Флота» снимались во время их приезда в столицу для участия в зонг-опере TODD. Сценарий клипа написал Александр Леонтьев. Помимо участников музыкального коллектива в клипе снялись актёры.
Режиссёр клипа, монтаж — Олег Заянов

Оператор-постановщик — Антон Ельчанинов

Оператор — Владимир Шумов

Автор сценария — Александр Леонтьев

## Участники записи
- Александр Леонтьев — вокал, гитара, автор музыки и текста
- Яков Цвиркунов — гитара
- Александр Куликов — бас-гитара
- Павел Сажинов — клавишные
- Александр Щиголев — ударные

Запись, сведение и мастеринг — Андрей Самсонов.

## Отзывы и критика
По мнению музыкального критика Алексея Мажаева композиция «Вперёд и вверх» стала главным хитом дебютного альбома группы. Её припев своей проникновенностью и запоминабельностью не уступает лучшим песням группы «Король и Шут».

## Интересные факты
- У российской рок-группы «Оргия Праведников» есть концертный альбом и композиция с названием «Вперёд и вверх», записанная на альбоме 2010 года «Для тех, кто видит сны vol. 1».
- После выхода песни «Вперёд и вверх» в интернете появилось множество любительских видеороликов с кавер-версиями на неё. Увидев эти попытки сыграть композицию, Александр Леонтьев записал на видео и выложил в интернет разбор гитарной партии «из первых рук»[10].
- В последних кадрах видеоклипа на песню «Вперёд и вверх» широкой публике был впервые представлен официальный логотип группы «Северный Флот».
- Песня была перезаписана для альбома «Всё внутри».